# ダウン・オン・ジ・アップサイド
『ダウン・オン・ジ・アップサイド』（Down on the Upside）は、サウンドガーデンが1996年に発表した5作目のスタジオ・アルバム（メジャー・デビュー後としては4作目）。サウンドガーデンは、本作を最後に一度解散した。

## 解説
バンドの母国アメリカでは、前作『スーパーアンノウン』（1994年）に続く1位獲得は果たせなかったが、Billboard 200で最高2位に達し、バンドにとって2作目の全米トップ10アルバムとなって、1996年8月にはプラチナ・ディスクに認定された。収録曲「プリティ・ヌース」は、第39回グラミー賞の最優秀ハード・ロック・パフォーマンス部門にノミネートされた。
オーストラリアでは、6曲入りのボーナス・ディスク『Down Under on the Upside』を追加したCD2枚組のヴァージョンも発売された。
本作発表後の1996年6月27日から8月4日にかけて、バンドはロラパルーザに出演した。本作に伴うツアーのライヴ音源を、サウンドガーデンにとって初のライヴ・アルバムとして発表する計画もあったが、バンドはその前に解散してしまい、再結成後の2011年にようやく、1996年のライヴ音源を収録したアルバム『Live on I-5』が発表された。

## 収録曲
特記なき楽曲はクリス・コーネル作詞・作曲。
1. プリティ・ヌース - "Pretty Noose" - 4:12
2. ライノソー - "Rhinosaur" (Chris Cornell, Matt Cameron) - 3:14
3. ゼロ・チャンス - "Zero Chance" (C. Cornell, Ben Shepherd) - 4:18
4. ダスティ - "Dusty" (C. Cornell, B. Shepherd) - 4:34
5. タイ・コッブ - "Ty Cobb" (C. Cornell, B. Shepherd) - 3:05
6. ブロウ・アップ・ジ・アウトサイド・ワールド - "Blow Up the Outside World" - 5:46
7. バーデン・イン・マイ・ハンド - "Burden in My Hand" - 4:50
8. ネヴァー・ネイムド - "Never Named" (C. Cornell, B. Shepherd) - 2:28
9. アップルバイト - "Applebite" (C. Cornell, M. Cameron) - 5:10
10. ネヴァー・ザ・マシーン・フォーエヴァー - "Never the Machine Forever" (Kim Thayil) - 3:36
11. タイター&タイター - "Tighter & Tighter" - 6:06
12. ノー・アテンション - "No Attention" - 4:27
13. スウィッチ・オープンズ - "Switch Opens" (C. Cornell, B. Shepherd) - 3:53
14. オーヴァーフローター - "Overfloater" - 5:09
15. アン・アンカインド - "An Unkind" (B. Shepherd) - 2:08
16. ブート・キャンプ - "Boot Camp" - 2:59

## 参加ミュージシャン
- クリス・コーネル - ボーカル、リズムギター、マンドリン、マンドラ、ピアノ
- キム・セイル - リードギター
- ベン・シェパード - ベース、マンドリン、マンドラ
- マット・キャメロン - ドラムス、パーカッション、モーグ・シンセサイザー

アディショナル・ミュージシャン
- アダム・キャスパー - ピアノ(on 9.)